# Nemanja Mitrović (baloncestista)
Nemanja Mitrović (Toronto; 27 de julio de 1990) es un exjugador de baloncesto con doble nacionalidad bosnia y canadiense.

## Trayectoria
Se formó en el equipo universitario de los Portland Pilots (NCAA). Tras no ser drafteado en 2012, dio el salto a Europa para jugar en el más alto nivel europeo, concretamente, disputando una temporada en la 1ª división italiana (Sutor Montegranaro) y dos cursos en la 1ª división griega (Enosi Kavalas y Panelefsiniakos).
En 2016, llega a la Liga LEB para formar parte del CB Orense tras disputar el último curso en el Berck/Rang Du Fliers de la NM1 francesa.

## Trayectoria deportiva
- 2008/12 Portland Pilots
- 2012/13 EK Kavala
- 2013/14 Sutor Montegranaro
- 2015. Panelefsiniakos
- 2016. Berck
- 2016/17 Club Ourense Baloncesto. LEB Oro.
- 2017-2018 Araberri Basket Club. LEB Oro.
- 2019 Santos de San Luis.
- 2019 Niagara River Lions